# Stilbops limneriaeformis
Stilbops limneriaeformis är en stekelart som först beskrevs av Otto Schmiedeknecht 1888.  Stilbops limneriaeformis ingår i släktet Stilbops och familjen brokparasitsteklar. Inga underarter finns listade i Catalogue of Life.